# ひらかな盛衰記
『ひらかな盛衰記』（ひらがなせいすいき）は五段の時代物浄瑠璃。文耕堂・三好松洛・浅田可啓・竹田小出雲（二代目竹田出雲）・千前軒（初代出雲）の合作。1739年（元文4年）4月、大坂竹本座初演。外題の「盛衰記」は『源平盛衰記』を指し、源義仲が滅亡する粟津の戦いから一ノ谷合戦までの間の『平家物語』の世界を、樋口兼光・梶原景季とその関係者を登場人物に描く。二段目（源太勘当）、三段目（大津宿屋・笹引・松右衛門内・逆櫓）、四段目（神崎揚屋）などが上演される。

## 作品構成
大序
- 射手明神の段

初段
- 義仲館の段

二段目
- 楊枝屋の段
- 梶原館の段
- 先陣問答の段
- 源太勘当の段

三段目
- 大津宿屋の段
- 笹引の段
- 松右衛門内の段
- 逆櫓の段

四段目
- 辻法印の段
- 神崎揚屋の段
- 奥座敷の段